# Скурлов, Валентин Васильевич
Ску́рлов Валентин Васильевич (род. 14 декабря 1947 года, Ленинград, РСФСР, СССР) — искусствовед, историк ювелирного искусства, почётный академик Российской академии художеств, ученый секретарь Мемориального фонда Фаберже, консультант по изделиям Фаберже департамента русского искусства аукционного дома «Christie’s».

## Биография
Родился в Ленинграде в семье офицера. Мать бухгалтер.
В 1975 году получил диплом товароведа высшей квалификации в Ленинградском институте советской торговли. Там же, в 1978 году окончил аспирантуру по специальности «экономика торговли».
В 1988 году член секции истории города при музее истории Санкт-Петербурга.
В 1992 году член Российского Генеалогического общества.
В 1994 году разработал Устав «Мемориального фонда Карла Фаберже».
После утверждения Устава в апреле 1996 года состоит в должности Ученого секретаря Мемориального фонда Карла Фаберже.
В 1996 году член редколлегии журнала «Русский ювелир».
С 2000 года член редколлегии журнала «Антикварное обозрение», заслуженный деятель декоративно-прикладного искусства.
В 2002 году эксперт по оценке художественных ценностей Министерства культуры и массовых коммуникаций. Полный кавалер ордена Карла Фаберже.
В 2008 году получил звание — Заслуженный Деятель камнерезного искусства. Лауреат диплома «Анциферовской премии».
2009 год — Председатель секции истории города при музее истории Санкт-Петербурга.
В 2010 году кавалер ордена Михаила Перхина. В конце этого же года избран председателем Наградной комиссии Мемориального Фонда Карла Фаберже. С 2011 года, вместо председателя Наградной комиссии, Фонд учредил новую должность «Герольдмейстер». В настоящее время, кавалеров всех наград Фонда Фаберже 665 человек. Из них две трети это ювелиры и мастера. Остальные — это деятели ювелирного искусства, искусствоведы и руководители предприятий.
25 мая 2012 года, защитив диссертацию на тему «История и традиции фирмы Фаберже в камнерезном искусстве России (конец XIX-начало XXI вв.)» в Гуманитарном Университете профсоюзов города Санкт-Петербург, Валентин Скурлов получил кандидатскую степень по искусствоведению. Консультант по изделиям Фаберже департамента русского искусства аукционного дома «Christie’s». Кавалер ордена Франца Бирбаума.
С 2013 года член экспертного совета Музея Фаберже Культурно-исторического фонда «Связь Времен» в Санкт-Петербурге.
За заслуги перед ювелирным искусством России 18 октября 2016 году Скурлов Валентин Васильевич избран почётным академиком Российской академии художеств.

## Научные заслуги
В 1989 году В. В. Скурлов нашёл в архиве академика А. Е. Ферсмана записки по истории фирмы Фаберже, написанные в 1919 году Францем Бирбаумом (1872—1947), главным мастером фирмы Фаберже. Сейчас эти Записки являются «библией» любого исследователя творчества Фаберже. В начале 1990-х годов В. В. Скурлов обнаружил в архивах подлинные счета на Императорские пасхальные яйца, что позволило установить их точное количество — 50 произведений. Также, впервые В. В. Скурлов обратил внимание на важность атрибуции изделий Фаберже с помощью нацарапанных инвентарных номеров и разработал алгоритм прочтения этих номеров. База данных изделий фирмы, составлявшая в 1999 году 18 000 изделий, в настоящее время увеличилась до 43 000. Этой Базой данных пользуются музеи, коллекционеры и Аукционные дома. Активно работая в частном архиве Татьяны Фаберже, будучи её литературным секретарем и соавтором более 12-ти книг. В. В. Скурлов составил список сотрудников фирмы, который в начале 1990-х годов насчитывал 35 человек, а в настоящее время составляет более 450 персон.

## Мемориализация
19 декабря 1996 года в честь 150-летия со дня рождения Карла Фаберже на безымянной площади возле Объединения «Русские самоцветы» был установлен первый в мире памятник Карлу Фаберже. В обосновании и разработке научной концепции памятника В. В. Скурлов принимал активное участие. В 1998 году площади присвоено имя Карла Фаберже. Уход и реставрация могил Агафона Густавовича Фаберже (1862—1895) и Михаила Перхина (1860—1903) в Петербурге. В. В. Скурлов в 2009 году нашёл в Дрездене место, где была могила матери Карла Фаберже Шарлотты Фаберже, урождённой Юнгштедт (1820—1903) и на собственные средства с участием Татьяны Фаберже установил в 2014 году памятник на могиле. Установлен поклонный крест на месте захоронения художника Василия Зуева в Чердаклах Ульяновской области. Установлена часовня на родине Михаила Перхина в деревне Ялгуба, под Петрозаводском. Установлены две мемориальные доски на бывших магазинах фирмы Фаберже в Одессе (2006) и в Киеве (2011). Разработан проект мемориальной доски на помещении магазина Фаберже в здании Нижегородской ярмарки.
Установлен барельеф и бюст Карла Фаберже в помещении бывшего главного магазина Фаберже по адресу: Большая Морская улица, 24 в Санкт-Петербурге. В. В. Скурлов активно способствовал и консультировал установку бронзового памятника Густаву Фаберже (1814—1894), основателю в 1842 году фирмы «Фаберже», отцу Карла Густавовича Фаберже.